# Il segreto di Miranda
Il segreto di Miranda (The Secret Diaries of Miss Miranda Cheever) è un romanzo della scrittrice americana Julia Quinn pubblicato nel 2007. Il romanzo appartiene alla saga nota come Bevelstoke.

## Trama
Nel corso del romanzo, Miranda Cheever, una giovane donna della raffinata società regency, tiene gelosamente i suoi diari segreti in cui annota pensieri, emozioni e timori legati al difficile percorso di accettazione di se stessa. Immersa in un mondo dove la reputazione è tutto, Miranda lotta per proteggere la sua integrità e naviga le complicate dinamiche dell'amore, scoprendo che, talvolta, rivelare la verità nascosta può essere il primo passo verso la crescita personale.

## Edizioni
- Julia Quinn, Il segreto di Miranda. Bevelstoke, Mondadori, 2007, ISBN 9788835728115.